# Euphoria (album, Enrique Iglesias)
Euphoria je deváté studiové album, a první dvojjazyčné album, od španělského pop zpěváka a skladatelé Enrique Iglesiase. Bylo vydáno 5. července 2010 mezinárodně, v USA 6. července 2010. Na albu hostují Usher, Juan Luis Guerra, Pitbull, Nicole Scherzinger a Puertoričan Wisin a yandel. a mnoho dalších. Album se skládá jak z anglických tak i ze španělských písní.

## Singly
- Prvním singlem z alba je "Cuando Me Enamoro", který debutovál v U.S Latin Pop Songs a U.S Hot Latin Songs #8 a #22 resp. Druhý singl, bude zároveň první mezinárodní singl, bude vydán 28. června celosvětově.

- Druhý singl , "I Like It", který obsahuje duet s Pitbull, byl vydán 3. května 2010 v USA a stal se úspěšný, dosahoval na čísle #8 v Billboard Hot 100.

### Promo singly
- " Heartbeat "s Nicole Scherzinger byl vydán jako první propagační jeden z 8. června 2010 digitálně ve Spojených státech.

- "No Me Digas Que No " , který obsahuje duet s Wisin & yandel , byl vydán 22. června 2010 digitálně, byl také propuštěn jako druhý propagační singl.

## Euphoria Reloaded
Euphoria Reloaded vychází 15. listopadu 2011 v Evropě a 16. listopadu v USA. Obsahuje album Euphoria doplněné o čtyři písně a DVD dokument z Euphoria Tour. Novými skladbami jsou: I Like How It Feels, které je ve spolupráci s rapperem Pitbull (rapper), který s Enriquem spolupracoval na hitu I Like It (Enrique Iglesias) byla uvedená jako singl 23. září 2011. Dalším singlem je Mouth 2 Mouth se zpěvačkou a herečkou Jennifer Lopez. Píseň je produkována DJ Frank E, který také produkoval hit Tonight (I'm Loving You).

## Seznam písní
| Mezinárodní edice | Mezinárodní edice               | Mezinárodní edice       | Mezinárodní edice |
| #                 | Titul                           | Featuring               | Délka             |
| ----------------- | ------------------------------- | ----------------------- | ----------------- |
| 1.                | "I Like It"                     | Pitbull & Lionel Richie | 3:52              |
| 2.                | "One Day at a Time"             | Akon                    | 4:01              |
| 3.                | "Heartbeat"                     | Nicole Scherzinger      | 4:17              |
| 4.                | "Dirty Dancer                   | Usher                   | 3:39              |
| 5.                | "Why Not Me?"                   |                         | 3:36              |
| 6.                | "No Me Digas Que No"            | Wisin & Yandel          | 4:28              |
| 7.                | "Ayer"                          |                         | 3:33              |
| 8.                | "Cuando Me Enamoro"             | Juan Luis Guerra        | 3:21              |
| 9.                | "Dile Que"                      |                         | 3:42              |
| 10.               | "Tú y Yo"                       |                         | 4:01              |
| 11.               | "Heartbreaker"                  |                         | 4:05              |
| 12.               | "Coming Home"                   |                         | 4:00              |
| 13.               | "Everything's Gonna Be Alright" |                         | 3:48              |
| 14.               | "No Me Digas Que No"            |                         | 4:07              |

| US Edice | US Edice             | US Edice                | US Edice |
| #        | Titul                | Featuring               | Délka    |
| -------- | -------------------- | ----------------------- | -------- |
| 1.       | "Cuando Me Enamoro"  | Juan Luis Guerra        | 3:21     |
| 2.       | "No Me Digas Que No" | Wisin & Yandel          | 4:28     |
| 3.       | "Ayer"               |                         | 3:33     |
| 4.       | "Dile Que"           |                         | 3:42     |
| 5.       | "I Like It"          | Pitbull & Lionel Richie | 3:52     |
| 6.       | "One Day at a Time"  | Akon                    | 4:01     |
| 7.       | "Heartbeat"          | Nicole Scherzinger      | 4:17     |
| 8.       | "Dirty Dancer        | Usher                   | 3:39     |
| 9.       | "Tú y Yo"            |                         | 4:01     |
| 10.      | "No Me Digas Que No" |                         | 4:07     |